# 長野県道464号美ヶ原公園西内線
長野県道464号美ヶ原公園西内線（ながのけんどう464ごう うつくしがはらこうえんにしうちせん）は、長野県上田市上本入字築地原（旧美ヶ原料金所手前）から、上本入字巣栗で長野県道62号美ヶ原公園沖線に合流し、武石峠の交点で再び分離。長野県上田市鹿教湯温泉（かけゆおんせん）の国道254号交点に至る県道である。旧称南角林道。全線に渡って冬季通行止めとなる。

## 概要
法面と路肩崩壊の恐れから、蝶ヶ原林道との分岐点から三才山トンネル有料道路料金所前にて国道254号に接続するまでの区間は通行止めとなっており、自動車の乗り入れができないようにゲートが固く閉じられている。この区間はかなり長期に渡り通行止めとなっており、全区間舗装はされているものの、地割れ等によって雑草が至るところに生えており、廃道化が進行中である。

### 路線データ
- 起点：長野県上田市 上本入字築地原（長野県道460号美ヶ原公園東餅屋線起点）
- 終点：長野県上田市 鹿教湯温泉（国道254号交点）

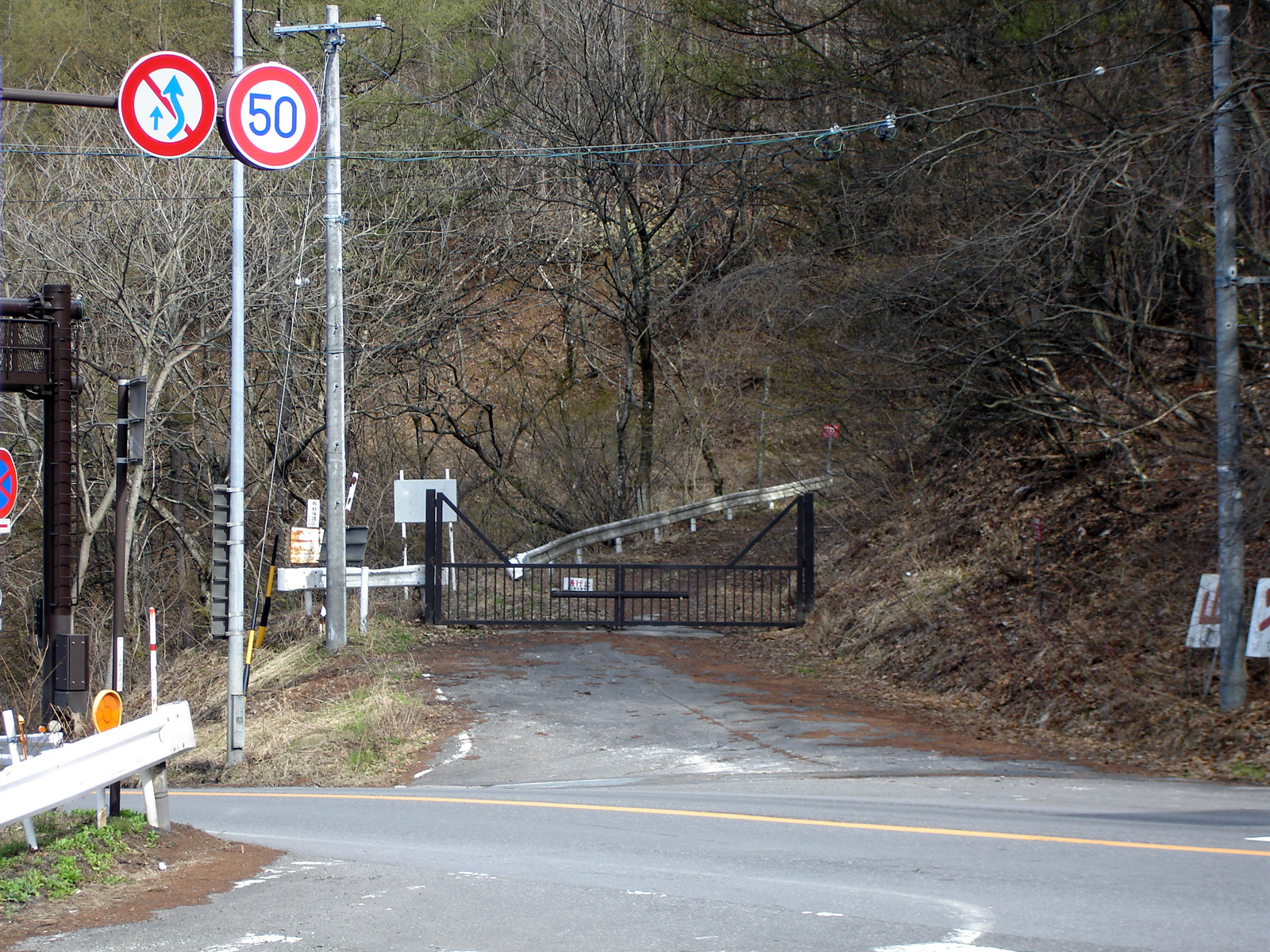
国道254号との接続点のゲート

## 重複区間
- 長野県道62号美ヶ原公園沖線（長野県上田市上本入字巣栗の交点から武石峠分岐まで）

## 通行止め区間
長野県道62号美ヶ原公園沖線の武石峠から国道254号に交差する区間は一年を通して通行止めである。
- 1966年（昭和41年） - 旧小県郡丸子町（現上田市）と営林所により、同区画が林道として開通。西角沢林道。
- 1967年（昭和42年） - 夏季4か月の間、定期バスが1968年まで運行。ミナミカドスカイラインと呼ばれる。また、毎年旧丸子町西内地区住民によって通行可能期間前に石拾いや草むしりなどの整備が行われていた。
- 1970年（昭和45年） - 町道に昇格。
- 1979年（昭和54年） - 県道に昇格。しかし、利用者が減る[要出典]。
- 1983年（昭和58年） - 2度の台風直撃で同区間が通行止めになる。以後、復旧の目処たたず。
- 2004年（平成16年） - 旧小県郡丸子町による調査が行われた。
  - 6月 - 旧丸子町議会に西内地区からの再三の同区間通行止め解除の要請がでる。

- 現在[いつ?]、通行阻害原因は取り除かれている。しかしゲートが設置されている為に現在も通行できない。

## 地理
美ヶ原の北端を走り、周辺には美ヶ原高原美術館、番所ヶ原スキー場等が点在する。

### 通過する自治体
- 長野県
  - 上田市

### 交差している道路
- 長野県道460号美ヶ原公園東餅屋線（ビーナスライン）
- 長野県道62号美ヶ原公園沖線
- 国道254号

### 道の駅
- 道の駅美ヶ原高原